# Haroldia oldroydi
Haroldia oldroydi är en tvåvingeart som beskrevs av Jason Gilbert Hayden Londt 1999. Haroldia oldroydi ingår i släktet Haroldia och familjen rovflugor. Inga underarter finns listade i Catalogue of Life.